# Фусса (город)
Фусса (яп. 福生市 Фусса-си) — город в Японии, находящийся в префектуре Токио. Площадь города составляет 10,24 км², население — 56 443 человека (1 октября 2020), плотность населения — 5512,01 чел./км².

## Географическое положение
Город расположен на острове Хонсю в префектуре Токио региона Канто. С ним граничат города Хамура, Акируно, Татикава, Акисима, Мусасимураяма, Хатиодзи и посёлок Мидзухо.

## Население
Население города составляет 56 443 человека (1 октября 2020), а плотность — 5512,01 чел./км². Изменение численности населения с 1980 по 2005 годы:
| 1980 | 48 694 чел. |  |
| 1985 | 51 478 чел. |  |
| 1990 | 58 062 чел. |  |
| 1995 | 61 497 чел. |  |
| 2000 | 61 427 чел. |  |
| 2005 | 61 074 чел. |  |

## Символика
Деревом города считается османтус, цветком — рододендрон, птицей — большая синица.

## Транспорт
- Кокудо 16